# 拉胡格勒-基圖拉納國家公園
6°53′N 81°40′E / 6.883°N 81.667°E

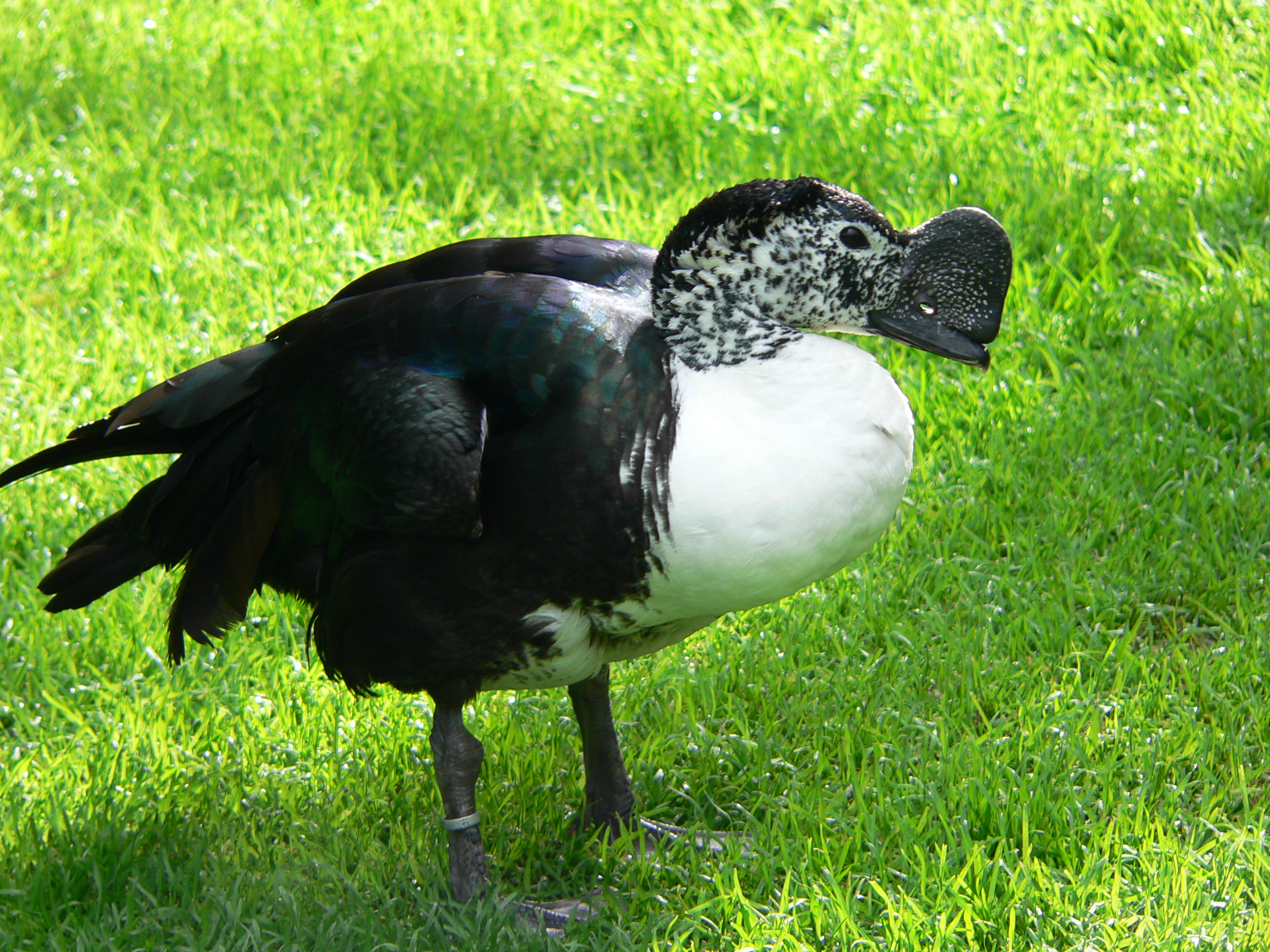

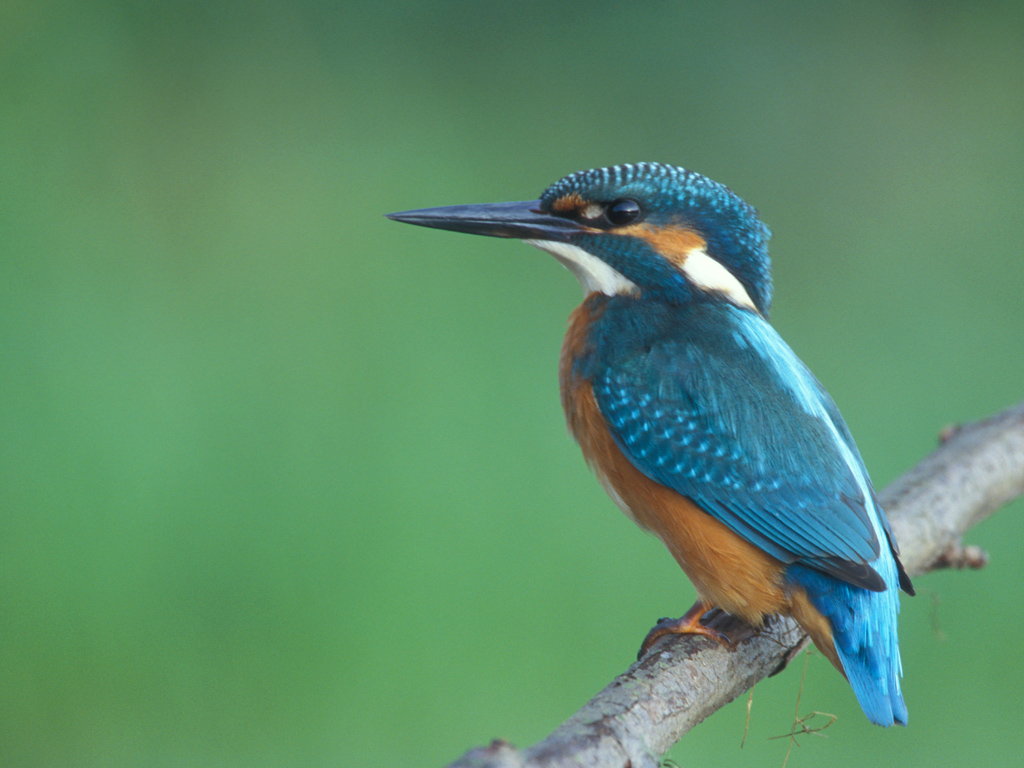

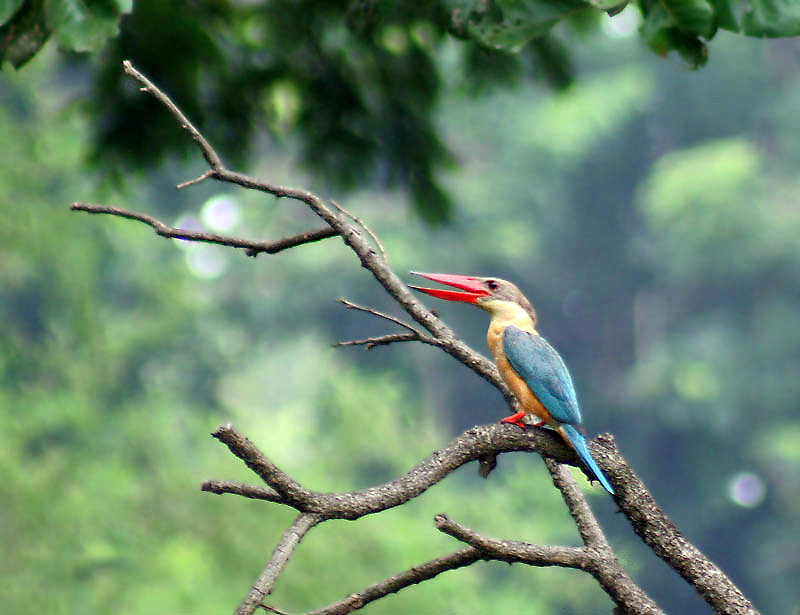

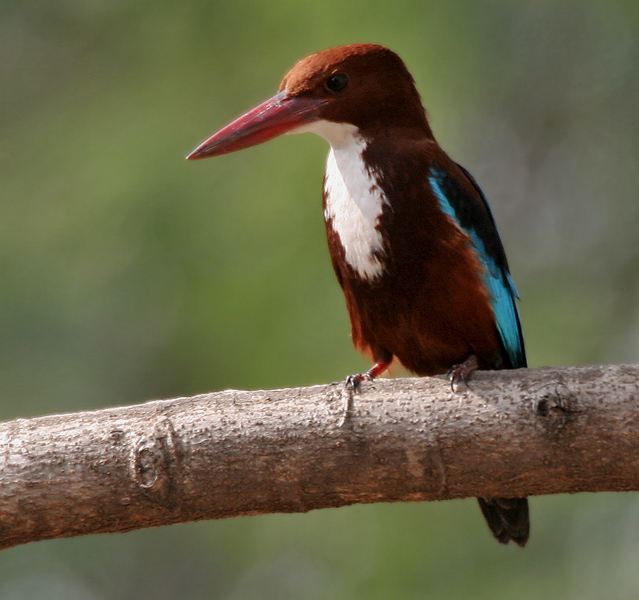

拉胡格勒-基圖拉納國家公園是斯里蘭卡的國家公園，位於該國東南部，處於東部省，距離首都可倫坡318公里，成立於1980年10月31日，面積16平方公里。